# سيارة فاخرة شخصية
السيارة الفاخرة الشخصية هي أحد تصنيفات السيارات في أمريكا الشمالية التي تصف سيارات الكوبيه الرياضية المتطورة إلى حد ما في السوق الشامل وتتميز السيارة الشخصية الفاخرة بالراحة في الأداء.
على الرغم من أن الكوبيه الفاخرة قد تم إنتاجها في أمريكا الشمالية لعدة عقود، إلا أن بداية نوع «السيارات الفاخرة الشخصية» قد بدأ في عام 1958, بسبب نجاح فورد ثندربيرد (الجيل الثاني) عندما أعيد تصميمه من سيارة بمقعدين إلى سيارة بأربعة مقاعد. حولت هذه التغييرات لثندربيرد من الرياضة إلى الراحة والرفاهية، وزادت المبيعات بنسبة 50 في المائة. تم بيع ثندربيرد لمدة أحد عشر أجيال حتى عام 2005.